# Iago Falque
Iago Falque Silva (Vigo, 1990. január 4. –) spanyol labdarúgó, jelenleg az olasz Torino FC játékosa.